# Maestrani
Die Maestrani Schweizer Schokoladen AG mit Sitz in Flawil produziert und vertreibt Schweizer Schokolade und Confiserieprodukte. Das Unternehmen vertreibt auch die Marken Munz und Minor.

## Geschichte

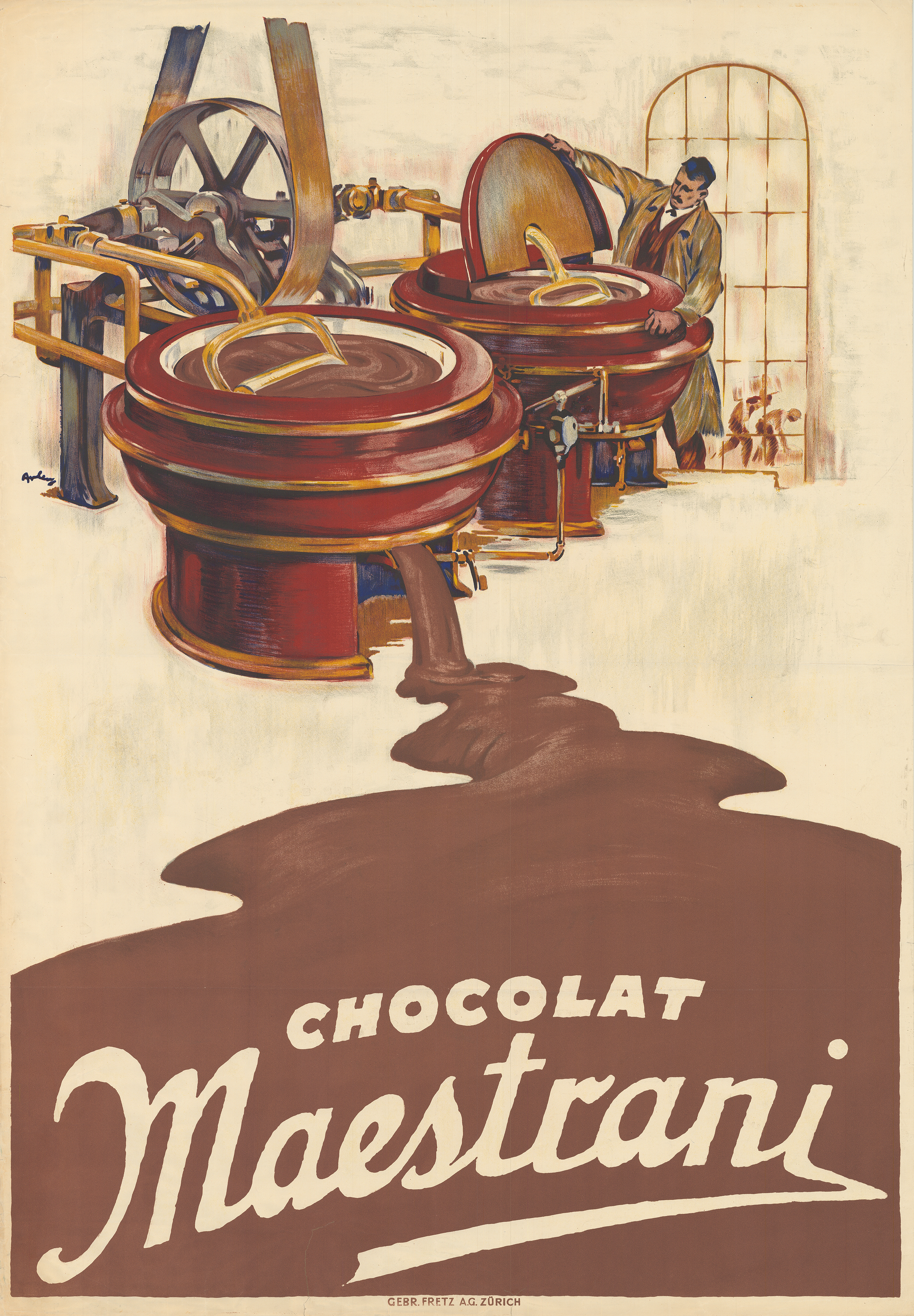
Werbeplakat, 1924

Ludovico «Aquilino» Maestrani stammte aus Aquila im Bleniotal. Er hatte bei seinem Vater Giuseppe in Lugano die Kunst der Schokoladenherstellung erlernt. Nach Wanderjahren in Italien und Deutschland (1846–1852), eröffnete er im Jahr 1852 sein erstes Geschäft an der Krongasse in Luzern. Giuseppe Maestrani seinerseits hatte sein Handwerk, wie viele andere in jener Zeit, in der Lombardei erlernt (→ Schweizer Schokolade). 1859 verlegte Aquilino Maestrani seinen Betrieb nach St. Gallen, an die Multergasse. Um seine Produkte anzupreisen, baute er mit dem sogenannten «Marmorhaus» einen Prachtbau mitten in der Altstadt.
1875 überstieg die Nachfrage die vorhandenen Produktionskapazitäten, daher wurde im Osten der Stadt ein neues Fabrikationsgebäude gebaut. Aquilino Maestrani starb 1880. Er wurde zunächst in St. Gallen, später in Aquila beigesetzt. Seine drei Söhne Ludovico, Roberto und Savino Maestrani führten das Unternehmen gemeinsam weiter. 1887 bis 1897 hatte dieses eine Filiale in Bregenz. 1884 erwarb das Unternehmen das Gebäude einer ehemaligen Spinnerei in St. Georgen (St. Gallen), wohin ein Jahr später auch die Fabrikation verlagert wurde. St. Georgen blieb bis ins 21. Jahrhundert Sitz des Unternehmens. 1905 wurden umfangreiche Fremdmittel aufgenommen. In den Jahren 1912–1913 entglitt der Familie Maestrani die Kontrollmehrheit über das Unternehmen. Die in Schieflage geratene «Maestrani Schweizer Schokoladen AG» wurde ab 1923 vom Treuhänder Jakob Guyer im Auftrag der Gläubigerbank saniert.
Das Unternehmen Maestrani war bereits früh weithin bekannt; der italienische König Umberto I. bestimmte sie zu seinem Hoflieferanten. 1912 erhielt das Unternehmen seinen heutigen Namen «Maestrani Schweizer Schokoladen AG». Die Jahre der Weltkriege brachten nach anfänglichem Aufschwung schwere Zeiten auch für das Unternehmen mit sich, besonders die Rohstoffknappheit machte ihm zu schaffen.
In 1987 war Maestrani auch weltweit das erste Schokoladenunternehmen, dass mit der Produktion von Bio-Schokolade begann.
1998 erwarb Maestrani die Konkurrentin «Munz» in Flawil. Diese war dort 1874 von Johann Georg Munz gegründet worden. Ein Jahr später begann dort der Neubau einer Fabrikationshalle, mit der Absicht, die ganze Produktion von St. Gallen nach Flawil zu verlagern. Dies erfolgte in den Jahren 2003 und 2004.
Ein Jahr nach dem (geplanten) endgültigen Wegzug des Traditionsunternehmens aus der Gallusstadt wurde in unmittelbarer Nähe der Stiftskirche St. Gallen ein neues Verkaufslokal – genannt «Chocolaterie» – eröffnet. Dort wird Schokolade verkauft und die Besucher können einen Einblick in deren Herstellung erhalten, wozu im Verkaufslokal Maschinen zur Schokoladenherstellung installiert sind. Die «Chocolaterie» wurde nach der Schliessung der Fabrik in St. Gallen verkauft und wechselte 2016 abermals den Besitzer. Im Jahr 2017 eröffnete Maestrani das «Chocolarium» genannte Schokoladen-Museum in Flawil. Es bietet unter anderem einen interaktiven Rundgang, sowie Einblicke in die Produktion an.
Seit Anfang 2021 ist Cristoph Birchler CEO des Unternehmens; er löste den in Rente gehenden Markus Vettiger ab.
Mit der Schweizer Firma Farvager ging Maestrani im Januar 2022 eine Kooperation ein und gründete im Zuge dessen die «Avelines Chocolats SA». Im April 2025 wurde erst bekannt gegeben, dass die Übernahme der «Chocolat Ammann AG» aus Heimberg geprüft wird, bevor gegen Ende des Monats, die Übernahme ab August 2025 verkündet wurde. Die dortige Produktion soll ab diesem Zeitpunkt nach Flawil verlagert werden und der Standort in Heimberg geschlossen, wobei die gesamte Belegschaft am Standort Heimberg, im Umfang von 18,4 Vollzeitstellen, entlassen werden soll.
Maestrani ist Mitglied bei der IG Bio. Heute beschäftigt das Unternehmen nach eigenen Angaben etwa 160 Personen. Die Produktionsmenge wird mit rund 3500 Tonnen pro Jahr angegeben.

## Marken
Maestrani vertrieb seine Schokolade unter dem eigenen Namen. Später kam die 1936 gegründete Marke «Minor» dazu. Nach der Übernahme von Munz wurden die drei Marken «Maestrani», «Minor» und «Munz» produziert. Im Laufe des Jahres 2021 wurden die Maestrani-Tafelschokoladen auf die Marke Munz umgeflaggt und zu einer Zweimarkenstrategie gewechselt. Gleichzeitig werden die Schokoladen im Ausland seit 2008 ausschliesslich unter dem Namen «Maestrani» verkauft, da eine Marke wie «Minor» (englisch «unwichtig») oder «Munz» in der angelsächsischen oder französischsprechenden Welt kaum zu vermarkten sind.

## Produkte

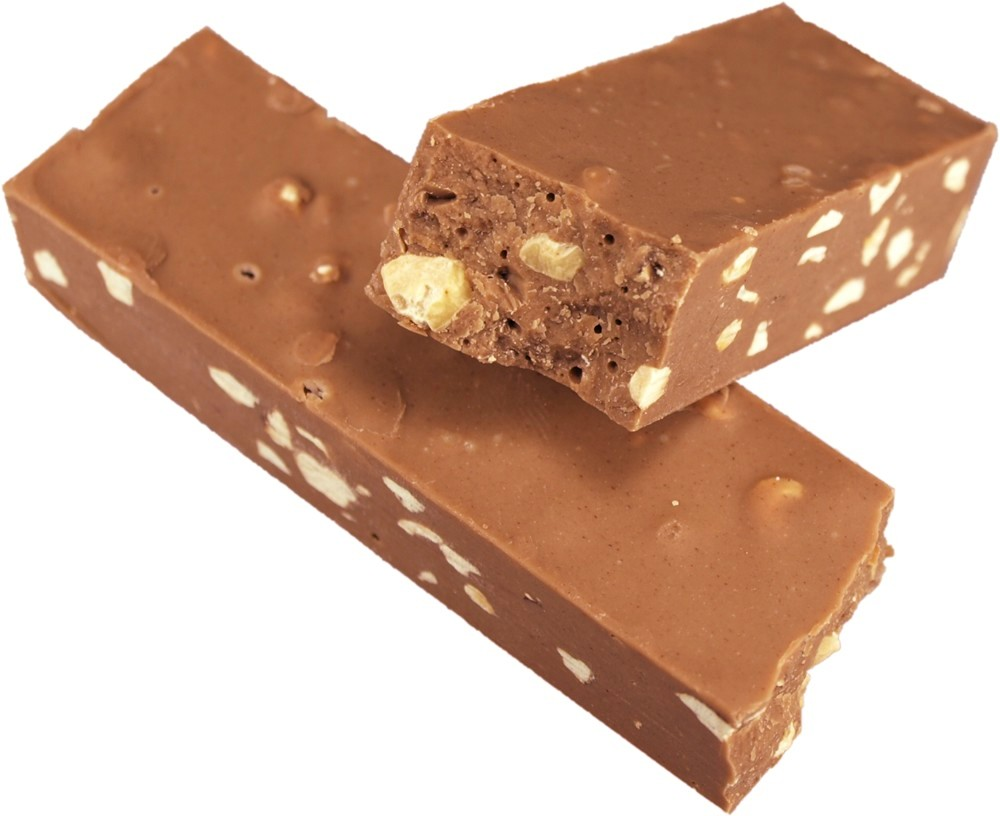
Minor-Schokoladenstengel in markanter eckiger Form

- eckige (Minor) und runde (Munz) Schokoladenstengel
- Tafelschokoladen aus biologischer Schokolade aus fairem Handel (früher Maestrani, seit 2021 Munz)
- koschere Schokolade
- Schokoladenbananen (Munz)
- Glückskäfer, Schokoladenmäuse (Munz)
- «Munzli» (Mini-Praliné mit Schokoladenmantel)
- Caramel (Munz)
- Gelée (Munz)

## Trivia

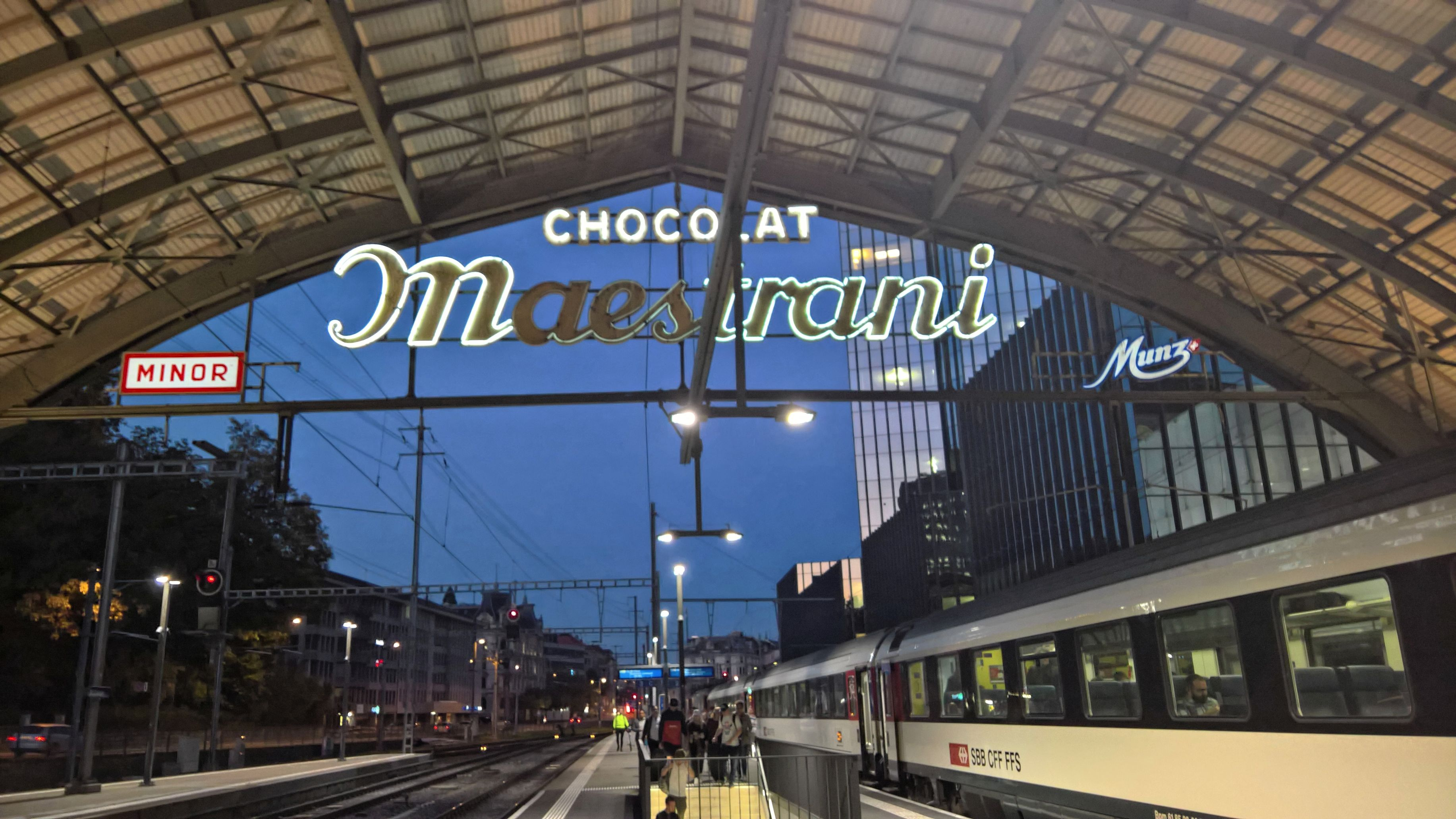
Maestrani-Schriftzug am Bahnhof St. Gallen

- Der Schriftzug Maestrani ist oftmals das erste, was Touristen sehen, wenn sie mit dem Zug in St. Gallen ankommen; prangt doch eine grossflächige Leuchtreklame über dem östlichen Ende des St. Galler Bahnhofs.
- Über dem Eingang der Halle 7 der OLMA hing bis kurz vor deren Brand eine Werbung des Unternehmens, die zuletzt für einige Diskussionen gesorgt hatte. Die Werbung zeigte mehrere Schwarze in einer Weise, welche der Verherrlichung der Sklaverei und der Ausbeutung nahekam.
- Ein Automat zur Ausgabe von «Minor-Prügeli» wurde 2016 in Davos eingeweiht, um Kunden zur Benutzung von Bankautomaten zu ermutigen.[21]
- Das Firmenareal erhielt  im Jahre 2021 ein «Zertifikat für naturnahe Umgebungsgestaltung» von der Stiftung Natur & Wirtschaft.[22]
- Das Unternehmen ist von der gemeinnützigen Stiftung «myclimate» mit dem Label «klimaneutral»  ausgezeichnet worden. Dies bedeutet, dass die durch die Produktion entstandenen Emissionen durch Klimaschutzprojekte ausgeglichen wurden.[23][24]